# زیراو
زیراو (به آلمانی: Syrau) یک منطقهٔ مسکونی در آلمان است که در Rosenbach واقع شده‌است. زیراو ۱٬۵۸۴ نفر جمعیت دارد.